# 大泉村 (岐阜県)
大泉村（おおいずみむら）は、かつて岐阜県恵那郡にあった村である。
現在の恵那市明智町大泉に該当する。
村名は、前身となった村の名より一文字ずつとった合成地名である。

## 大字・字
- 大字:無し
- 字:立野、中沼、吉原、井戸洞、葛ケ澤、三斗蒔、瀧上、下矢、蔵、細田、六斗蒔、他の平、藤塚、細、大澤

## 歴史
- 1875年（明治8年） - 大船村と小泉村が合併し、大泉村となる。
- 1889年（明治22年）7月1日 - 町村制により大泉村が発足。
- 1897年（明治30年）4月1日 - 阿妻村、大田村、吉良見村と合併し、吉田村発足。同日大泉村は廃止。

## 学校
- 大泉尋常小学校（恵那市立吉田小学校[1]の前身校の一つ）